# Nilaparvata angolensis
Nilaparvata angolensis är en insektsart som beskrevs av Synave 1959. Nilaparvata angolensis ingår i släktet Nilaparvata och familjen sporrstritar. Inga underarter finns listade i Catalogue of Life.